# Banda musicale dell'Aeronautica Militare
La Banda musicale dell'Aeronautica Militare è il corpo bandistico militare ufficiale dell'Aeronautica Militare italiana.

## Storia

### Origini e primi incarichi (1923–1927)
L’Aeronautica Militare viene costituita come forza armata autonoma il 28 marzo 1923, con regio decreto n. 645. Nello stesso anno viene creata una prima formazione bandistica provvisoria, incaricata non solo di funzioni musicali ma anche di cerimoniale, come il servizio di Guardia d’onore presso Palazzo Reale, Palazzo Margherita e la Camera dei Deputati.

### La banda del tenente Camussi (1924–1935)
Nel 1924 viene affidato al tenente pilota Giulio Cesare Camussi, diplomato in pianoforte, l’incarico di costituire un corpo musicale stabile per la Regia Aeronautica. Con telegramma del 26 ottobre 1924, Camussi è assegnato al Centro Equipaggi della Regia Aeronautica (C.E.R.A.), con sede presso la caserma Cavour di Roma. Il foglio d’ordini n. 51 del Comandante Generale Pier Ruggero Piccio dispone l’inizio, dal 25 novembre 1924, del servizio di Guardia d’Onore al Quirinale anche da parte della Regia Aeronautica, affiancando così le bande dell’Esercito e della Marina.
Il 25 febbraio 1925, Camussi riceve un elogio scritto dal generale Piccio per l’egregio lavoro nella formazione del Corpo Musicale. Con il foglio d’ordini n. 12 del 25 aprile 1927 viene ufficialmente inserita nell’organico del Battaglione Autonomo del Presidio Aeronautico di Roma anche la Banda della Regia Aeronautica.

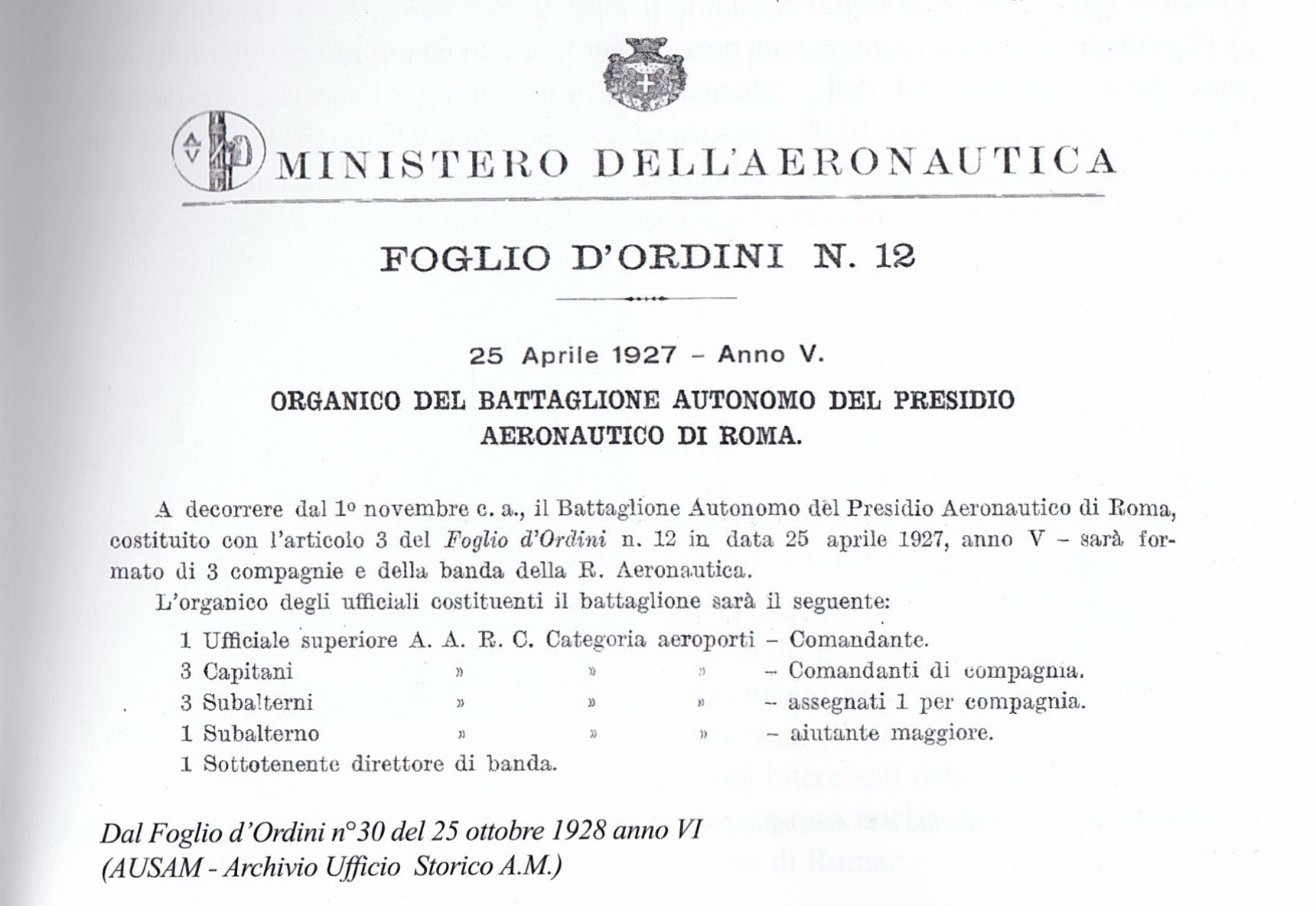
Copia originale del foglio d'ordini n. 12 del 25 aprile 1927

Nel 1928 questo complesso consta di circa cinquanta strumentisti. Col passare del tempo e l'affermarsi della forza armata, anche la banda si evolve, passando da banda presidiaria composta da elementi di leva a complesso musicale composto da professionisti reclutati per concorso.

### L’istituzione ufficiale del Corpo Musicale (1935–1937)
Nel 1935 viene bandito il primo concorso pubblico per il reclutamento del direttore del Corpo Musicale, cui seguono quelli per i musicanti. Il Regio decreto del 19 novembre 1936 sancisce la costituzione ufficiale del Corpo Musicale della Regia Aeronautica. Il successivo Regolamento per il funzionamento del Corpo musicale della Regia Aeronautica entra in vigore il 1º luglio 1937, data considerata la vera e propria fondazione ufficiale della Banda musicale.
Verso la metà di giugno 1937, la preparazione dei novantuno elementi della nuova formazione, diretti dal maestro Alberto Di Miniello, è ormai completata in vista del concerto inaugurale previsto per settembre. Il Capo di Stato Maggiore dell’Aeronautica, generale di squadra aerea Giuseppe Valle, che ricopre anche l’incarico di Sottosegretario di Stato per l’Aeronautica, decide di sottoporre la banda a un’anteprima riservata, chiedendo il parere di un musicista di fama assoluta. Gli viene suggerito il nome di Pietro Mascagni, all’epoca impegnato in una serie di concerti al Teatro Adriano. Il generale Valle si reca personalmente all’Hotel Plaza di Roma, dove il compositore soggiorna, e lo invita ad ascoltare la nuova formazione musicale.
L’audizione privata si svolge proprio il 1º luglio 1937 presso la sala prove della banda, situata nella Caserma Cavour di Roma. Accolto dagli alti ufficiali dell’Aeronautica e accompagnato dalla moglie, Mascagni prende posto d’onore e assiste alla prima esecuzione ufficiale del Corpo Musicale della Regia Aeronautica. In suo onore vengono eseguite trascrizioni per banda, realizzate da Alessandro Vessella, di sue opere come l’Inno-Marcia, la Sinfonia del Guglielmo Ratcliff, l’Intermezzo da L’amico Fritz e una fantasia dalla Cavalleria rusticana. Commosso, Mascagni sale sul podio, elogia la banda e pronuncia la frase: “Per me che sono al declino, questo astro che sorge è una consolazione”. Il 20 settembre 1937, è presentata alla Nazione con un concerto presso la sede dell'EIAR, la radio di Stato, alla presenza delle massime autorità del Regno.

#### Luigi Naddeo e l’arte del flicorno
Tra i primi vicedirettori della Banda figura il flicornista Luigi Naddeo, musicista di grande sensibilità. Determinato a padroneggiare la tecnica del canto lirico applicata al suo strumento, Naddeo scrive personalmente ad Enrico Caruso, chiedendogli una serie di dischi per studiarne le interpretazioni. Caruso, dall’America, accoglie la richiesta e gli invia una pila di incisioni. Dopo un lungo periodo di esercizi, Naddeo riesce a far vibrare il flicorno con un’espressività tale da riprodurre, quasi vocalmente, il famoso pianto a singhiozzi di Canio nell’aria Vesti la giubba da Pagliacci di Ruggero Leoncavallo.

### Le tournée internazionali (1938–1943)
Nel settembre 1938 la Banda si esibisce alle Baleari, seguita da altri concerti all’estero, tra cui una tournée in Giappone e un’esibizione alla corte dello zar Boris III di Bulgaria. Il sovrano, entusiasta del repertorio che includeva brani italiani e russi, conferisce al maestro Di Miniello la medaglia dell’Ordine di Sant’Alessandro. La Banda si esibisce anche in Spagna e in Belgio, dove i concerti sono trasmessi dalla radio di Bruxelles.

### Scioglimento e ricostituzione (dal 1943 ad oggi)
Nel 1943, durante la fase più critica della Seconda Guerra Mondiale, la Banda viene sciolta in seguito agli eventi bellici. Tuttavia, già l’anno successivo, nel 1944, essa viene ricostituita e torna rapidamente all’attività. Già nel mese di dicembre dello stesso anno, infatti, il complesso riprende un’intensa stagione concertistica, che lo porta ad esibirsi in sedi prestigiose sia in Italia che all’estero.
Tra le tappe più significative di questo primo periodo postbellico si annoverano concerti alla Julliard School di New York, al Teatro Coliseo di Buenos Aires, alla Musikhalle di Amburgo, al Conservatoire de la Ville di Lussemburgo, nonché esibizioni ad Ankara e Mosca, segno del prestigio internazionale nuovamente acquisito dal complesso musicale.
Fino al 1995, la sede è stata situata presso il Comando della II Regione Aerea a Roma. Da quell’anno, la Banda è passata sotto le dipendenze disciplinari e amministrative del COMAER e per l’impiego dal Reparto Comunicazione dello Stato Maggiore dell’Aeronautica.
Con determina del 23 novembre 2022 da parte dello Stato Maggiore, la Banda musicale è stata autorizzata a fregiarsi di un emblema di reparto, recante il motto Musicæ alis ad cælum (in italiano: Al cielo con le ali della musica).

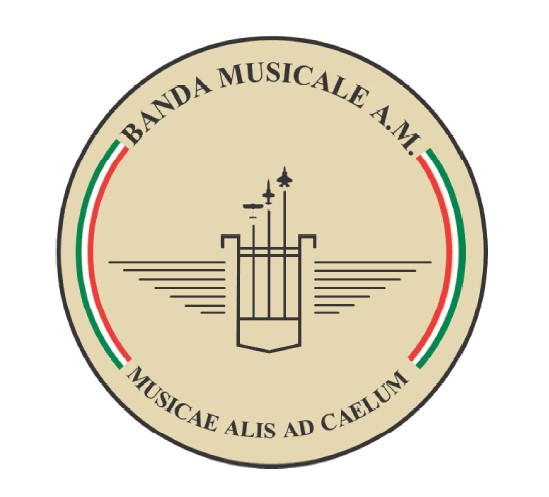
Emblema della Banda musicale dell'Aeronautica militare

## Repertorio
Il repertorio, continuamente aggiornato, spazia dal XVII secolo alla musica contemporanea e comprende composizioni di autori come Bach, Rossini, Verdi, Bellini, Wagner, Hindemith e Schönberg. Ogni direttore ha contribuito ad arricchire e caratterizzare il repertorio.

## Attività concertistica e cerimoniale
Dal 1937, la Banda musicale dell’Aeronautica Militare ha svolto un’intensa e continua attività artistica, distinguendosi per la qualità delle esecuzioni e ottenendo consensi unanimi da parte della critica specializzata e del pubblico. Ha tenuto tournée in tutto il mondo, esibendosi in alcuni dei teatri e auditorium più prestigiosi a livello internazionale.
Tra le principali sedi che hanno ospitato i concerti del complesso si ricordano la Juilliard School di New York, il Teatro Colón di Buenos Aires, i teatri d’opera di San Paolo, Rio de Janeiro e Chicago, la Musikhalle di Amburgo, i teatri d’opera di Monaco di Baviera e Stoccarda, la Staatsoper di Berlino, la Gewandhaus di Lipsia, il Conservatoire de la Ville di Lussemburgo, e il teatro dell’opera di Ankara.
Nel 2009 la Banda ha preso parte a una prestigiosa tournée a Mosca, nell’ambito del “Military Tattoo”, esibendosi in luoghi simbolici quali il Cremlino, la Piazza Rossa, l’Auditorium del Palazzo del Governo e il Bolshoi Manege, sede del Comune di Mosca.
In ambito europeo, il complesso ha rappresentato l’Italia in festival e stagioni concertistiche in Belgio, Francia, Paesi Bassi, Danimarca, Svezia, Bulgaria, Turchia e Spagna. Particolare rilievo hanno avuto le esibizioni presso il Ravenna Festival (Teatro Alighieri), il Festival Settembre Musica di Torino, il Romaeuropa Festival, il Festival di Lucerna, il Nuova Consonanza, il Festival Internazionale dei Fiati, il Teatro dell’Opera di Roma, il Teatro San Carlo di Napoli e il Teatro alla Scala di Milano. La Banda ha inoltre partecipato più volte allo Schleswig-Holstein Musik Festival, una delle rassegne sinfoniche più prestigiose del nord Europa.
In ambito nazionale, ha avuto un ruolo di primo piano nelle celebrazioni del 75º anniversario dell’Aeronautica Militare, organizzate nel 1998, e interviene stabilmente in tutte le principali ricorrenze dell’Arma. In particolare, la Banda partecipa ogni anno alle celebrazioni del 28 marzo, giorno della fondazione dell’Aeronautica, e del 10 dicembre, festa della Madonna di Loreto, patrona della Forza Armata.
Oltre alla rilevante attività concertistica, la Banda adempie ai compiti cerimoniali assegnati a tutte le formazioni musicali militari. In tal senso, è regolarmente impegnata nel Servizio d’Onore al Palazzo del Quirinale, alternandosi con le bande delle altre Forze Armate e Corpi Armati dello Stato, e nella parata del 2 giugno per la Festa della Repubblica Italiana. Partecipa inoltre a tutte le cerimonie solenni promosse dall’Aeronautica Militare, sia in Italia che all’estero, confermandosi una componente fondamentale della rappresentanza istituzionale e culturale dell’Arma azzurra.

## Organico
La Banda musicale è composta da:
- un maestro direttore;
- un maestro vicedirettore;
- 102 orchestrali;
- un archivista.

Tutto il personale che ne fa parte è costituito da professionisti, diplomati presso i conservatori o istituti musicali pareggiati italiani, accede alla Banda per concorso pubblico ed è in Servizio Permanente Effettivo, inquadrato nei gradi dei Sottufficiali.

### Direttori
La Banda è stata diretta dai maestri: Giulio Cesare Camussi, Alberto Di Miniello, Vincenzo Borgia, Giuseppe Santurbano, Patrizio Esposito e Marco Moroni. Da novembre 2022, il maestro direttore è il maggiore Pantaleo Leonfranco Cammarano.

### Organigramma
| 1           | MAESTRO DIRETTORE                 | MAGG. Pantaleo Leonfranco CAMMARANO | MAGG. Pantaleo Leonfranco CAMMARANO |
| 1           | Maestro VICE DIRETTORE            | TEN. Angelo MANZARA                 | TEN. Angelo MANZARA                 |
| ORCHESTRALI |                                   |                                     |                                     |
|             | STRUMENTO                         | PARTE                               | GRADO - NOME - COGNOME              |
| 1           | 1° FLAUTO                         | 1° A                                | 1LGT Antonio FAZZONE                |
| 2           | 2° FLAUTO                         | 2° B                                | 1LGT Luca LOMBARDI                  |
| 3           | 3° FLAUTO                         | 3° B                                | 1LGT Pantaleone LENZA               |
| 4           | OTTAVINO                          | 2° A                                | 1M Paola FILIPPI                    |
| 5           | 1° OBOE                           | 1° A                                | 1LGT Francesco SORRENTINO           |
| 6           | 2° OBOE                           | 2° A                                | 1LGT Adelaide RICCI                 |
| 7           | 3° OBOE                           | 3° B                                | IN FASE DI CONCORSO                 |
| 8           | CORNO INGLESE                     | 2° B                                | IN FASE DI CONCORSO                 |
| 9           | 1° PICCOLO Lab                    | 1° A                                | 1LGT Massimo BUONOCORE              |
| 10          | 2° PICCOLO Lab                    | 2° B                                | VACANTE                             |
| 11          | 1° PICCOLO Mib                    | 1° B                                | 1LGT Leonardo ABBRUZZO              |
| 12          | 2° PICCOLO Mib                    | 2° A                                | 1M Francesco BERTUCCIO              |
| 13          | 1° CLARINETTO Sib nº 1            | 1° A                                | IN FASE DI CONCORSO                 |
| 14          | 1° CLARINETTO Sib nº 2            | 1° B                                | 1M Stefano MOZZI                    |
| 15          | 1° CLARINETTO Sib nº 3            | 2° A                                | 1LGT Alessandro PETTI               |
| 16          | 1° CLARINETTO Sib nº 4            | 2° A                                | IN FASE DI CONCORSO                 |
| 17          | 1° CLARINETTO Sib nº 5            | 2° A                                | 1LGT Nicolò CASTELLI                |
| 18          | 1° CLARINETTO Sib nº 6            | 2° A                                | 1LGT Nicola COTUGNO                 |
| 19          | 1° CLARINETTO Sib nº 7            | 2° B                                | IN FASE DI CONCORSO                 |
| 20          | 1° CLARINETTO Sib nº 8            | 2° B                                | IN FASE DI CONCORSO                 |
| 21          | 1° CLARINETTO Sib nº 9            | 3° A                                | 1LGT Ennio D’ALESSANDRO             |
| 22          | 1° CLARINETTO Sib nº 10           | 3° A                                | 1LGT Roberto SANTIANO               |
| 23          | 1° CLARINETTO Sib nº 11           | 3° B                                | 1LGT Pierluigi FUSCO                |
| 24          | 1° CLARINETTO Sib nº 12           | 3° B                                | VACANTE                             |
| 25          | 2° CLARINETTO Sib nº 1            | 1° B                                | 1LGT Silvio ALOISIO                 |
| 26          | 2° CLARINETTO Sib nº 2            | 2° B                                | 1LGT Claudio RIPA                   |
| 27          | 2° CLARINETTO Sib nº 3            | 2° B                                | 1LGT Pierfrancesco AMBROGIO         |
| 28          | 2° CLARINETTO Sib nº 4            | 2° B                                | 1LGT Maurizio LAPESARA              |
| 29          | 2° CLARINETTO Sib nº 5            | 3° A                                | IN FASE DI CONCORSO                 |
| 30          | 2° CLARINETTO Sib nº 6            | 3° A                                | IN FASE DI CONCORSO                 |
| 31          | 2° CLARINETTO Sib nº 7            | 3° A                                | 1LGT Paolo BUONOMO                  |
| 32          | 2° CLARINETTO Sib nº 8            | 3° A                                | IN FASE DI CONCORSO                 |
| 33          | 2° CLARINETTO Sib nº 9            | 3° B                                | 1LGT Pierluigi BOCCARDELLI          |
| 34          | 2° CLARINETTO Sib nº 10           | 3° B                                | IN FASE DI CONCORSO                 |
| 35          | 2° CLARINETTO Sib nº 11           | 3° B                                | M1 Francesco FELICI                 |
| 36          | 2° CLARINETTO Sib nº 12           | 3° B                                | IN FASE DI CONCORSO                 |
| 37          | 1° CLARINETTO CONTRALTO           | 1° B                                | 1LGT Eduardo DI MEO                 |
| 38          | 1° CLARINETTO CONTRALTO RADDOPPIO | 2° B                                | IN FASE DI CONCORSO                 |
| 39          | 2° CLARINETTO CONTRALTO           | 2° B                                | 1LGT Albano PETRUCCI                |
| 40          | 2° CLARINETTO CONTRALTO RADDOPPIO | 3° B                                | VACANTE                             |
| 41          | 1° CLARINETTO BASSO               | 1° A                                | 1LGT Massimiliano GHIRIBELLI        |
| 42          | 2° CLARINETTO BASSO               | 2° B                                | 1LGT Carmine Roberto SCURA          |
| 43          | 3° CLARINETTO BASSO               | 3° B                                | IN FASE DI CONCORSO                 |
| 44          | CLARINETTO CONTRABBASSO Mib       | 3° A                                | 1LGT Massimiliano GRAZIUSO          |
| 45          | CLARINETTO CONTRABBASSO Sib       | 3° A                                | VACANTE                             |
| 46          | 1° SAX SOPRANO                    | 1° A                                | 1LGT Domenico DI BIASE              |
| 47          | 2° SAX SOPRANO                    | 3° A                                | 1LGT Fabrizio LUNA                  |
| 48          | 1° SAX CONTRALTO                  | 1° B                                | 1LGT Sebastiano VENTRIGLIA          |
| 49          | 2° SAX CONTRALTO                  | 2° A                                | 1M Giuseppe LATERZA                 |
| 50          | 3° SAX CONTRALTO                  | 3° A                                | 1LGT Valerio D’ORAZIO               |
| 51          | 1° SAX TENORE                     | 1° B                                | 1LGT Giuseppe Antonino FIUMARA      |
| 52          | 2° SAX TENORE                     | 3° A                                | M2 Simone VECCIARELLI               |
| 53          | 1° SAX BARITONO                   | 2° A                                | 1LGT Antonello CARRAFELLI           |
| 54          | 2° SAX BARITONO                   | 3° B                                | IN FASE DI CONCORSO                 |
| 55          | 1° SAX BASSO                      | 2° B                                | VACANTE                             |
| 56          | 2° SAX BASSO                      | 3° B                                | M1 Emanuele BRESOLIN                |
| 57          | 1° CONTRABBASSO AD ANCIA          | 2° B                                | 1LGT Marco DE VINCENTIS             |
| 58          | 2° CONTRABBASSO AD ANCIA          | 3° B                                | M1 Giuseppe BRANCACCIO              |
| 59          | 1° CORNO                          | 1° A                                | 1M Massimiliano PICCA               |
| 60          | 2° CORNO                          | 2° B                                | 1LGT Maurizio MATERA                |
| 61          | 3° CORNO                          | 2° A                                | IN FASE DI CONCORSO                 |
| 62          | 4° CORNO                          | 2° B                                | 1LGT Remo IZZI                      |
| 63          | 5° CORNO                          | 3° B                                | IN FASE DI CONCORSO                 |
| 64          | 1° TROMBA Sib                     | 1° A                                | IN FASE DI CONCORSO                 |
| 65          | 2° TROMBA Sib                     | 2° A                                | IN FASE DI CONCORSO                 |
| 66          | 3° TROMBA Sib                     | 3° B                                | IN FASE DI CONCORSO                 |
| 67          | 1° TROMBA Fa                      | 1° B                                | IN FASE DI CONCORSO                 |
| 68          | 2° TROMBA Fa                      | 2° B                                | M1 Angelo ZANFINI                   |
| 69          | 3° TROMBA Fa                      | 3° B                                | 1LGT Andrea CAMILLI                 |
| 70          | 1° TROMBA BASSA                   | 1° B                                | VACANTE                             |
| 71          | 2° TROMBA BASSA                   | 3° A                                | VACANTE                             |
| 72          | 1° TROMBONE                       | 1° B                                | M1 Francesco PIERSANTI              |
| 73          | 2° TROMBONE                       | 2° B                                | IN FASE DI CONCORSO                 |
| 74          | 3° TROMBONE                       | 3° B                                | 1LGT Antonio MACCIOMEI              |
| 75          | TROMBONE BASSO                    | 2° A                                | IN FASE DI CONCORSO                 |
| 76          | TROMBONE CONTRABBASSO             | 3° A                                | VACANTE                             |
| 77          | 1° FLICORNO SOPRANINO             | 1° A                                | 1LGT Vincenzo Carmine COZZA         |
| 78          | 2° FLICORNO SOPRANINO             | 1° B                                | IN FASE DI CONCORSO                 |
| 79          | 1° FLICORNO SOPRANO               | 1° A                                | 1LGT Salvatore DOMINA               |
| 80          | 1° FLICORNO SOPRANO RADDOPPIO     | 2° A                                | M1 Daniele COLOSSI                  |
| 81          | 2° FLICORNO SOPRANO               | 2° A                                | M1 Emiliano MARTINO                 |
| 82          | 2° FLICORNO SOPRANO RADDOPPIO     | 3° B                                | 1LGT Francesco CATANIA              |
| 83          | 1° FLICORNO CONTRALTO             | 1° B                                | IN FASE DI CONCORSO                 |
| 84          | 2° FLICORNO CONTRALTO             | 2° B                                | VACANTE                             |
| 85          | 3° FLICORNO CONTRALTO             | 3° B                                | 1LGT Rino DE IULIIS                 |
| 86          | 1° FLICORNO TENORE                | 1° A                                | LGT Samuele TRAFICANTE              |
| 87          | 2° FLICORNO TENORE                | 2° A                                | 1LGT Daniele FANASCA                |
| 88          | 3° FLICORNO TENORE                | 3° B                                | 1LGT Luigino LEONARDI               |
| 89          | 1° FLICORNO BASSO                 | 1° A                                | 1LGT Matteo GUARINO                 |
| 90          | 2° FLICORNO BASSO                 | 2° B                                | 1LGT Gianfranco ONORATI             |
| 91          | 3° FLICORNO BASSO                 | 3° B                                | IN FASE DI CONCORSO                 |
| 92          | 1° FLICORNO CONTRABBASSO          | 1° B                                | 1LGT Mario CIOCCOLANTI              |
| 93          | 2° FLICORNO CONTRABBASSO          | 2° B                                | 1LGT Adriano TROIA                  |
| 94          | 3° FLICORNO CONTRABBASSO          | 3° B                                | IN FASE DI CONCORSO                 |
| 95          | FLICORNO BASSO GRAVE in Fa        | 2° A                                | M1 Antonino MECCIA                  |
| 96          | FLICORNO BASSO GRAVE in Mib       | 3° A                                | 1LGT Pierluigi AUSILI               |
| 97          | TIMPANI                           | 1° B                                | 1M Michele CAMILLONI                |
| 98          | 1° TAMBURO                        | 2° A                                | 1LGT Paolo MARGUTTA                 |
| 99          | 2° TAMBURO                        | 3° B                                | M2 Giuseppe COSTA                   |
| 100         | GRANCASSA                         | 2° A                                | 1LGT Andrea BIONDI                  |
| 101         | 1° PIATTI                         | 2° B                                | M1 Alessandro PALERMO               |
| 102         | 2° PIATTI                         | 3° B                                | 1LGT Gian Paolo LILLIU              |
| ARCHIVISTA  |                                   |                                     |                                     |
| 103         | ARCHIVISTA                        | 3° B                                | M1 Mauro VIVONA                     |